# یاکوولف یاک-۲۴

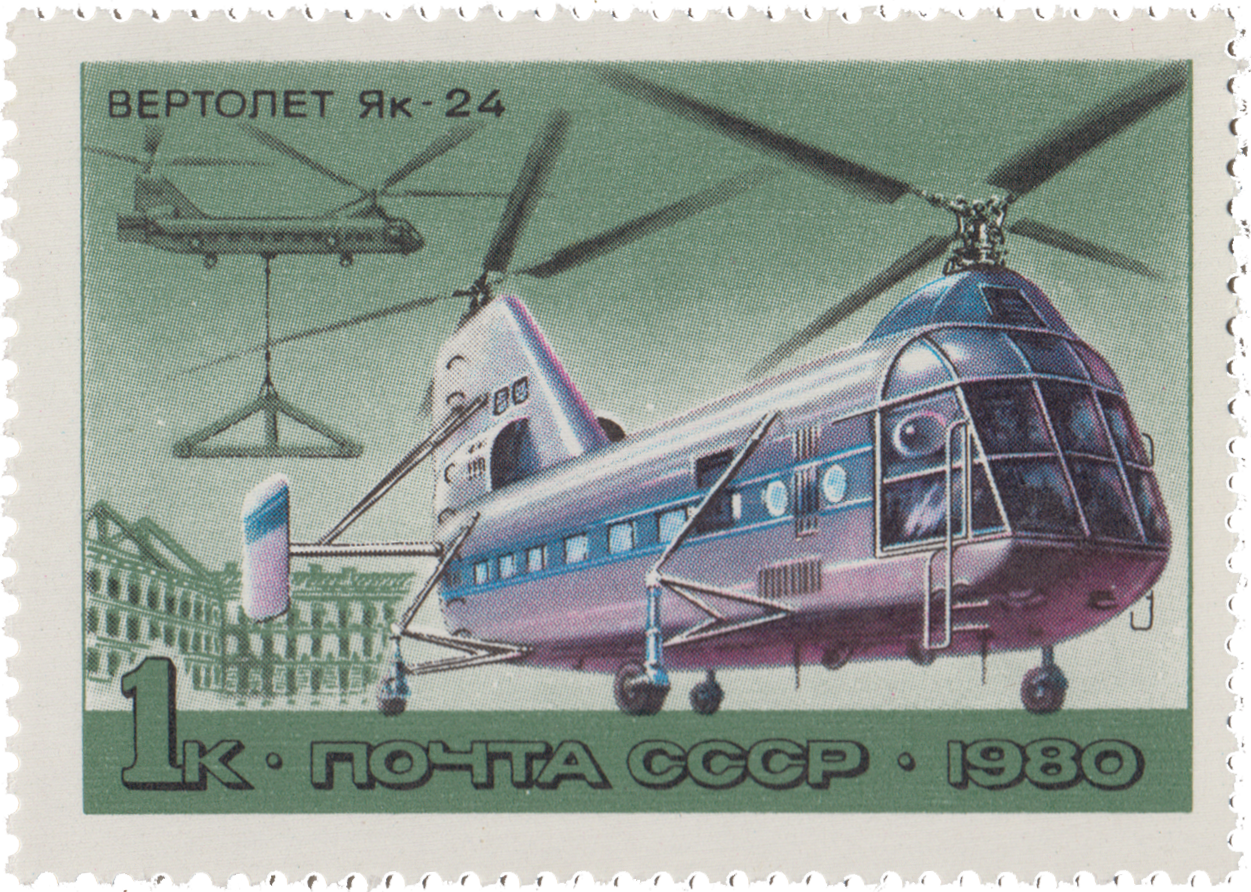
طرحی از یاک-۲۴. بر روی تمبر متعلق به شوروی در سال ۱۹۸۰.

یاکوولف یاک-۲۴(به انگلیسی: Yakovlev Yak-24) (نام گزارش شده ناتو «هورس») یک بالگرد ترابری دو موتوره، با ملخ‌های پشت سر هم ساخت شوروی بود که توسط یاکولف در دهه ۱۹۵۰ ساخته شد. یاک-۲۴ در نیروی هوایی اتحاد جماهیر شوروی استفاده محدودی داشت و تعداد دقیق تولید و مدت زمان خدمت آن به دلیل تناقض در داده‌ها، مشخص نیست.

## کاربران
اتحاد جماهیر شوروی
- نیروی هوایی شوروی

## مشخصات فنی (یاک-۲۴یو)
داده‌ها از Soviet Transport Aircraft since 1945
ویژگی‌های عمومی
- خدمه: سه (دو خلبان، یک اپراتور رادیویی)[۲]
- ظرفیت: ۱۹ سرباز، ۱۲ برانکارد، یا ۲٬۰۰۰ کیلوگرم (۴٬۴۰۹ پوند) محموله[۳]
- طول: ۲۲٫۴۰ متر (۷۳ فوت ۶ اینچ) (طول بدنه);[۳] طول کلی (شامل ملخ‌ها): ۳۴٫۰۳ متر (۱۱۱ فوت ۸ اینچ)
- ارتفاع: ۶٫۵۰ متر (۲۱ فوت ۴ اینچ)
- وزن خالی: ۱۱٬۰۰۰ کیلوگرم (۲۴٬۲۵۱ پوند)
- بیشترین وزن برخاست: ۱۵٬۸۳۰ کیلوگرم (۳۴٬۸۹۹ پوند)
- پیشرانه: ۲ عدد موتور شعاعی ۱۴ سیلندر Shvetsov ASh-82V, ۱٬۳۰۰ کیلووات (۱٬۷۰۰ اسب بخار)  در هر موتور
- قطر روتور اصلی: ۲ عدد ۲۰٫۰۰[۴] متر (۶۵ فوت ۷ اینچ)
- مساحت روتور اصلی: ۶۹۳ متر مربع (۷٬۴۶۰ فوت مربع)

عملکرد
- حداکثر سرعت: ۱۷۵ کیلومتر بر ساعت (۱۰۹ مایل بر ساعت، ۹۴ گره)
- بُرد: ۳۸۰ کیلومتر (۲۴۰ مایل، ۲۱۰ مایل دریایی)
- حداکثر ارتفاع: ۴٬۰۰۰[۳] متر (۱۳٬۰۰۰ فوت)
- نرخ صعود: ۳٫۱۵[۳] متر بر ثانیه (۶۲۰ فوت بر دقیقه)

## همچنین ببینید
بالگردهای با عملکرد، پیکربندی یا دوره زمانی مشابه
- پیاسکی اچ-۱۶ ترنسپورتر
- بوئینگ سی‌اچ-۴۷ شینوک